# Macha Magall
Macha Magall (...) è un'attrice belga.

## Biografia
Apparve generalmente in film B-movie e quasi sempre come attrice secondaria. Ricopre il ruolo di protagonista ne La bestia in calore.

## Filmografia parziale
- La ragazzina parigina, regia di Jean Luret (1975)
- Afrika erotica, regia di Ken Dixon (1976)
- Il comune senso del pudore, regia di Alberto Sordi (1976)
- Casa privata per le SS, regia di Bruno Mattei (1977)
- Spell (Dolce mattatoio), regia di Alberto Cavallone (1977)
- La bestia in calore, regia di Luigi Batzella (1977)
- La nouvelle malle des Indes, regia di Christian-Jaque (1981)
- Sbirulino, regia di Flavio Mogherini (1982)